# Trestieni
Trestieni es una localidad rumana de la comuna de Ulmi, en el condado de Giurgiu.

## Historia
Hacia comienzos del siglo XX la localidad, que por entonces pertenecía al condado de Ilfov, formaba parte de la comuna de Cosoba-Trestieni y tenía contabilizada una población de 436 habitantes.
En la segunda mitad del siglo XX la localidad había pasado a formar parte de la comuna de Ulmi, en el condado de Giurgiu. En el censo de 2021 la localidad tenía una población de 2552 habitantes.